# Soca de Niça

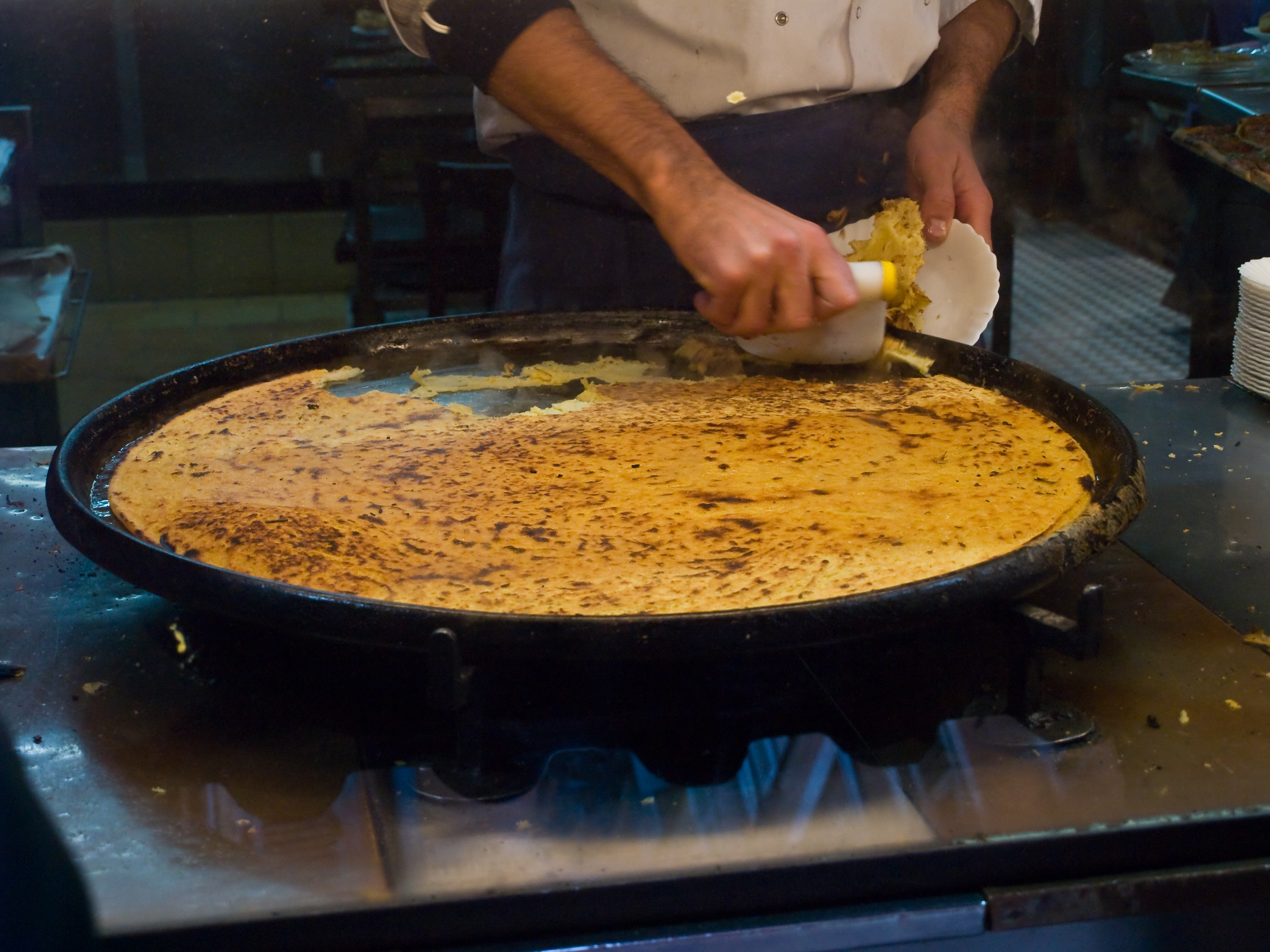
Una soca de Niça

La soca (segons l'occità de Niça) o socca és una especialitat culinària de Niça i la seua rodalia. Els ingredients principals són farina de cigrons i oli d'oliva. Cal dir que és un plat del tot paregut a la farinata italiana, i originari de la Ligúria. Se'n prepara en forma de crêpe estesa sobre un fons metàl·lic (ferro fos) de quasi un metre de diàmetre per ser ficada i cuita al forn. La soca s'elabora amb pebre negre abundant i se sol menjar amb els dits ben calent, fins i tot una mica cremada.

## Receptes paregudes
- A Ligúria (de Ventimiglia a Gènova) se'n diu farinata o farinata di ceci.
- A Sassari, a la Sardenya, els seus orígens genovesos donen la fainé
- A Sicília hi ha una variant dita panelle. Els panelle són triangulars, de la mida d'una galeta i de mig centímetre de gruix. Estan fets amb una barreja de farina de cigró i aigua que es talla en formes i es fregeix en abondant oli d'oliva.
- A la Toscana se'n diu cecina.
- A Oran (Algèria), un plat paregut d'origen peu negre té el nom de calentica però té un sabor diferent car s'hi fica comí i sovint un ou.
- A Gibraltar, introduïda per una colònia genovesa al segle xviii, és un plat típic conegut per calentita.
- A l'Estaca (Marsella), se'n diu panisse.
- A la regió de Toló, aquest plat es diu la cada. La "cada" estava venuda al barri popular de Besagne per les dones, qui cridava « caldo! » (« calent! »).

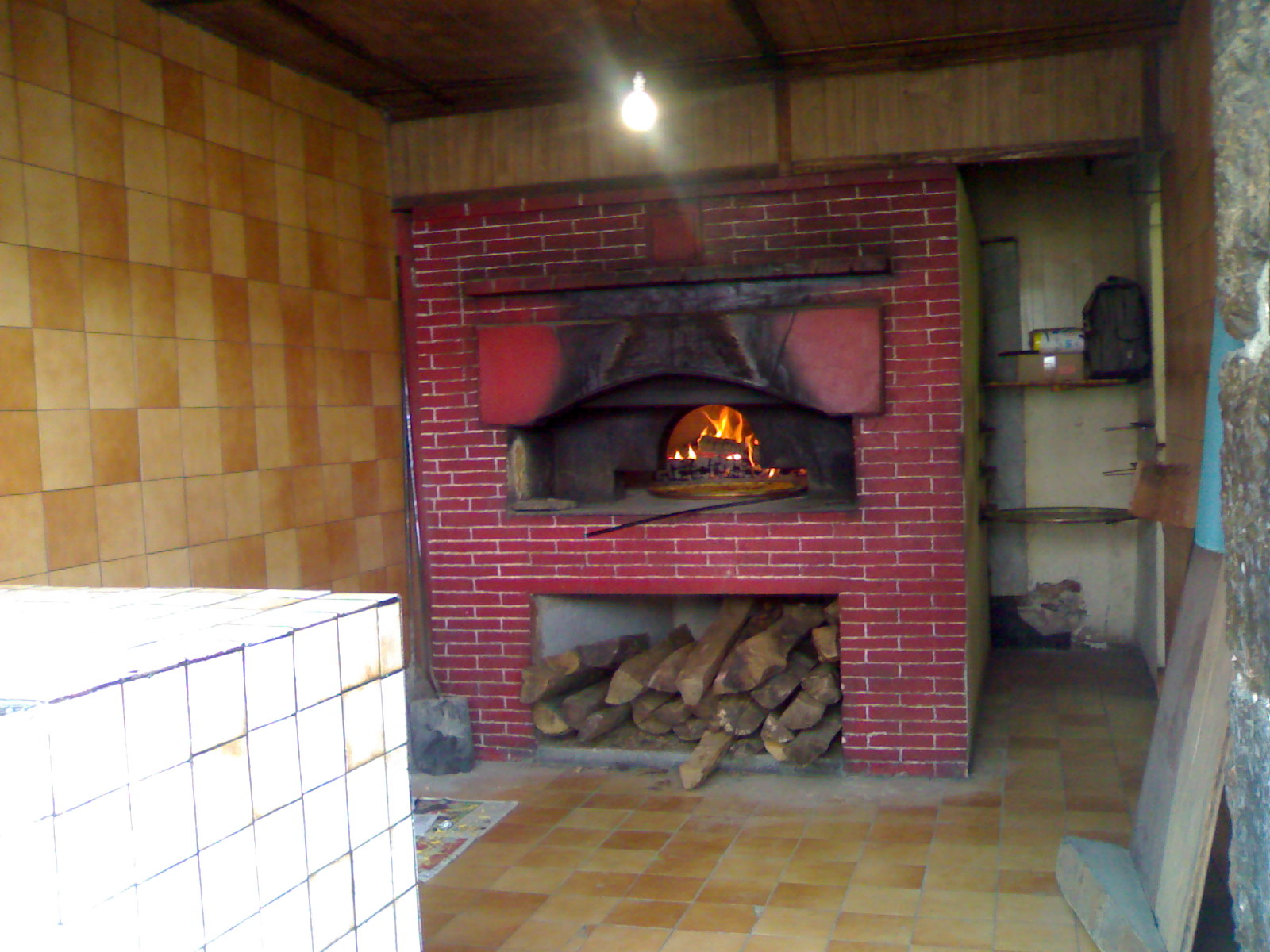
El forn de cade.
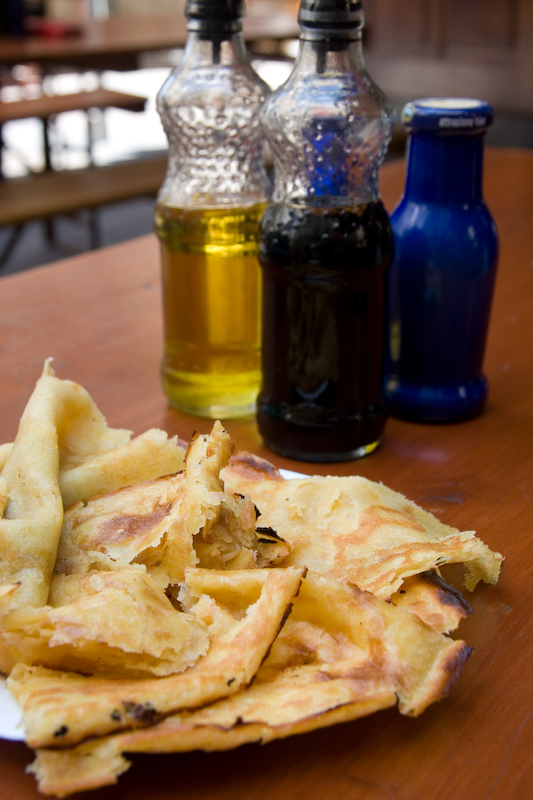
Una ració de soca
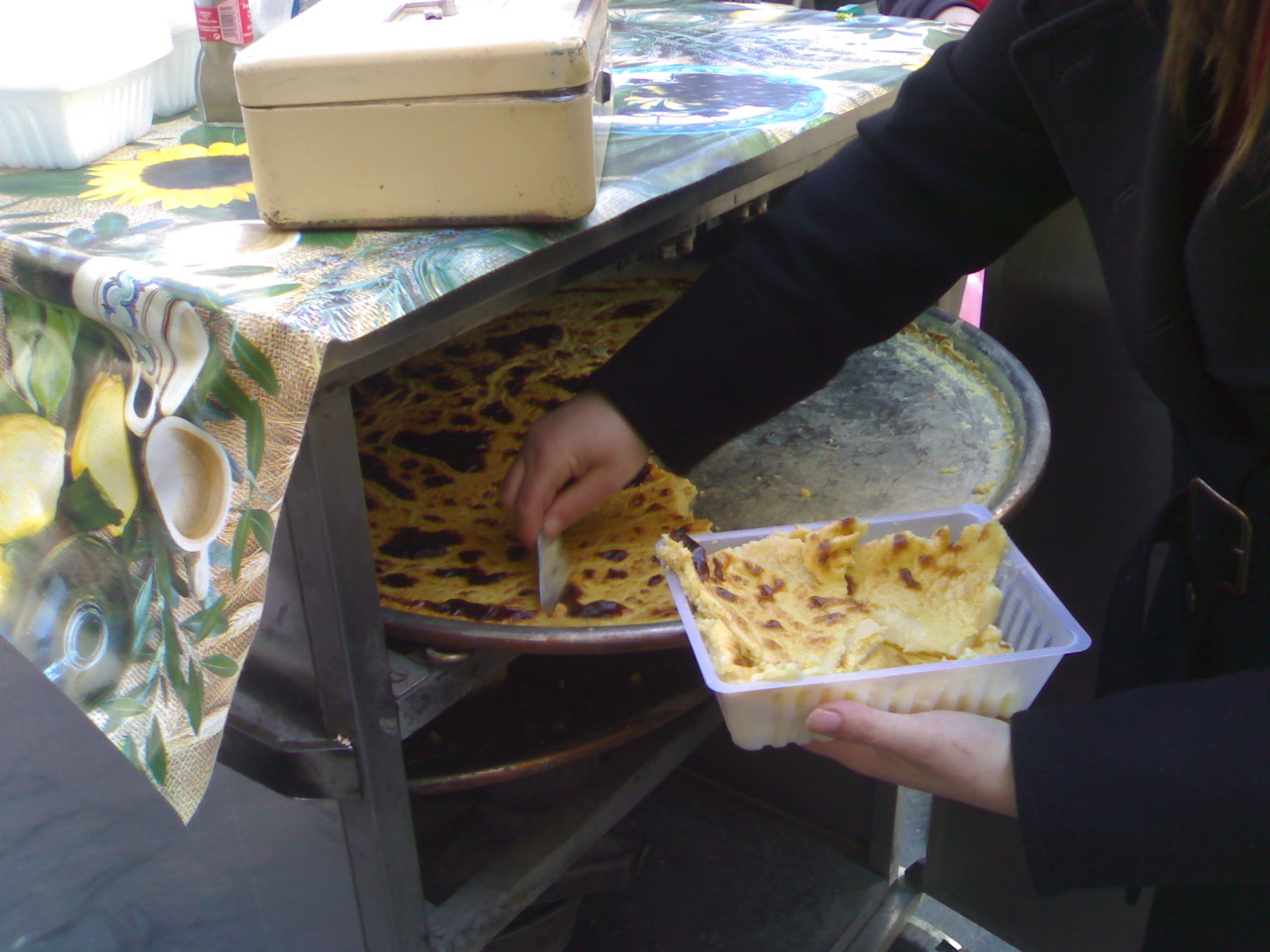
La cada